# جزيرة باجاو
جزيرة باجاو وهي جزيرة من جزر إندونيسيا، وتقع في إقليم كالمنتان الشرقية في إندونيسيا.